# Oleksze
Oleksze (dodatkowa nazwa w języku białoruskim Олекшы) – wieś w Polsce położona w województwie podlaskim, w powiecie bielskim, w gminie Orla.

## Historia
Pod koniec wieku XIX Oleksze były w gminie Dubiażyn.
Według Pierwszego Powszechnego Spisu Ludności z 1921 roku, wieś Oleksze liczyła 12 domów (w tym 4 niezamieszkane) i zamieszkiwały ją 33 osoby (14 kobiet i 19 mężczyzn), wszyscy mieszkańcy wsi zadeklarowali wówczas białoruską przynależność narodową oraz wyznanie prawosławne. We wspomnianym okresie miejscowość znajdowała się w gminie Dubiażyn.
W latach 1975–1998 miejscowość administracyjnie należała do województwa białostockiego.
W 2009 roku w gminie wprowadzono język białoruski jako język pomocniczy, a w 2011 pojawiły się dwujęzyczne tablice z nazwami miejscowości.

## Inne
Prawosławni mieszkańcy wsi należą do parafii św. Michała Archanioła w Wólce Wygonowskiej, a wierni kościoła rzymskokatolickiego do parafii Miłosierdzia Bożego w Bielsku Podlaskim.